# Parti vert du Liban
Pour les articles homonymes, voir Liste des partis verts.

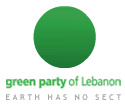
logo du Parti vert du Liban

Le Parti vert du Liban (حزب الخضر اللبناني Hizb-al-Khodor-al-lubnanī) est un parti politique vert libanais. Il a été fondé en août 2008 par des personnes engagées dans les ONG et dans la défense de l'environnement. Les partisans du Parti vert revendiquent la protection de l'environnement, le développement durable et les droits de l'homme au Liban; c'est le premier parti politique au Liban qui soit né, loin de tout engagement confessionnel ou familial, et qui prône une politique verte.
Les préoccupations environnementales au Liban ont été éclipsées par le système politique népotiste  et sectaire et ont été expédiées au bas de l'agenda politique, malgré le fait que l'industrie du tourisme soit un élément clé de l'économie du Liban. Cette économie repose largement sur les espaces verts et boisés qui distingue le Liban de ses pays voisins.

## Historique
Le Parti vert du Liban a été fondé le 20 août 2008  lors d'une conférence à l'hôtel Monroe de Beyrouth. La conférence a duré trois heures et a réuni 65 personnalités de l'élite libanaise. Le parti a présenté sa charte, un plan politique et économique et un plan travail. L'annonce de la charte a été suivie par l'élection de 20 membres du conseil exécutif. Ce conseil a élu Philippe Skaf, directeur général et directeur de création chez Grey Worldwide MENA, – l'une des principales Agence de publicité – comme premier président du parti,,.

En mars 2009, le Parti vert a déclaré l'état d'urgence environnementale et a annoncé le lancement du «pacte de l'environnement». Skaf a déclaré que le parti ne présentera des candidats dans les élections générales libanaise de 2009, il a néanmoins souligné que le document sera présenté à tous les partis politiques libanais en vue pour eux d'adopter ses objectifs,.
En aout 2011, le parti a élu un nouveau bureau politique de 15 membres, dont Madame Nada Zaarour, qui fut élue présidente pour 3 ans.
Le parti a présenté aux commissions parlementaires communes, des projets de loi, dont certains ont été étudiés et approuvés par les commissions, puis envoyés à l'exécutif, comme la loi régissant la création d'un parquet général pour l'environnement. 
Il prône par ailleurs de déclarer l'état d'alerte environnementale, et de revoir les plans directifs de l'urbanisation et de l'exploitation des carrières.
Plusieurs articles de presse et interventions télévisées ont résumé les idées avancées de certains membres du bureau politique, dont Nada Zaarour, Fadi Abiallam et Nadim Nader, qui ont présenté la position du parti par rapport à plusieurs dossiers d'ordre social, économique ou politique. Nadim Nader a marqué le pas par une série de prises de position du parti par rapport aux développements internes et dans le voisinage, dont la guerre en Syrie, en insistant sur la position indépendantiste du parti. Facebook a été aussi un moyen de faire connaître les options du parti, surtout avec les articles politiques hebdomadaires de Nadim Nader.
Aujourd'hui le parti des verts au Liban dit « se situe[r] à mi - chemin entre les protagonistes des deux principaux camps politiques libanais. Favorisant le socialisme international, il oscille entre les autres partis en présence afin d'affirmer une popularité encore timide et occultée, En effet, la majorité des libanais ne parvient pas à affirmer ses véritables allégations, et se voit à chaque échéance électorale, propulsée vers un choix dicté par le voisinage et par la religion ».